# 비인면
비인면(庇仁面)은 대한민국 충청남도 서천군의 면이다.

## 개요
비인면은 역사적으로 예절·충절의 고장으로 서씨 효자문이 있고, 지리적으로 서천, 문산, 마산, 기산의 접경지이며, 천방산과 봉선저수지를 끼고 경치가 아름다운 부엉바위가 있다. 산업경제면에서 쌀이 주산이고 생강, 취나물, 부추, 오이, 쪽파 등도 많이 재배하고 일부 축산업 농가가 있다.

## 행정 구역
- 관리(冠里)
- 구복리(九福里)
- 남당리(南塘里)
- 다사리(多沙里)
- 선도리(船島里)
- 성내리(城內里): 행정복지센터 소재지
- 성북리(城北里)
- 성산리(城山里)
- 율리(栗里)
- 장포리(長浦里)
- 칠지리(漆枝里)